# ارریا
اُرریا (به ایتالیایی: Orria) یک کومونه در ایتالیا است که در استان سالرنو واقع شده‌است. ارریا ۲۶٫۵۵ کیلومتر مربع مساحت و ۱٬۱۶۱ نفر جمعیت دارد و ۵۴۰ متر بالاتر از سطح دریا واقع شده‌است.